# Жълтокрака чайка
Жълтокраката чайка (Larus michahellis) е вид птица от семейство Чайкови (Laridae). Среща се и в България. Доскоро заедно с каспийската чайка (L. cachinnans) се е смятала за подвид на разпространената в Северна Европа сребриста чайка (L. argentatus), но от сравнително скоро е получила статус на отделен вид.

## Физически характеристики
Размахът на крилата ѝ достига до 140 cm. Гърбът и крилата са сиви като най-дългите махови пера са черни с бели петна по върховете. Крилата са широки и заострени, характерни за отличните летци. Останалите части на тялото са бели. Клюнът им е масивен, върхът му е извит надолу. Подклюнието е с червено петно, а около окото има червен кръг. Краката са жълти с плавателна ципа. Младите са пъстри, с преобладаващи кафяви тонове, докато окраската на възрастните птици е повече бяла с различни нюанси на сивото и черното. За всички чайки е характерен както възрастов, така и сезонен диморфизъм, т.е. оперението им се променя в зависимост от възрастта и сезона.

## Разпространение
Като типичен морски вид някога тя е гнездила по скалите, плажовете и островите на Черноморското крайбрежие. Преди повече от век обаче птиците откриват, че градовете предлагат много удобни за гнездене места, а храната е изобилна през цялата година. Освен това там не се срещат и техните естествени врагове. Затова част от средиземноморските жълтокраки чайки започнали да гнездят по покривите на къщите и популацията на вида се разделила. Днес много повече птици се заселват в черноморските градове и само на отделни, труднодостъпни, скалисти места остават да се размножават отделни двойки. В последните едно-две десетилетия се наблюдава и постепенно, но стабилно навлизане на жълтокраката чайка и във вътрешността на страната, в големите градове (включително в София и в Пловдив) и вътрешните водоеми.
Едно от последните естествени гнездилища на средиземноморската жълтокрака чайка, които са се запазили и днес, са островите Свети Иван, Свети Петър и Свети Тома. Тук тези птици се размножават в шумни и многочислени колонии, наброяващи няколкостотин двойки.

## Начин на живот и хранене
Скоро след като напуснат гнездата младите чайки започват скитания. Тъй като те достигат полова зрелост едва на третата или четвъртата си година, дотогава се скитат на далечни разстояния. Увлечени заедно с ятата на другите видове чайки те напускат пределите на България и обикалят околните държави. Ще се завърнат по местата, където са се излюпили, за да си намерят партньор и самите те да отгледат поколение. Понякога срещат партньорите си другаде, но заедно се връщат в България, за да се размножават.
През горещите месеци скалите и покривите на черноморските къщи силно се нагорещяват. Сгушени край комини или храстчета малките сребристи чайки се опитват да се скрият от жарките лъчи на слънцето. Те се възползват и най-малката възможна сянка. Понякога дори се опитват да се скрият под възрастната птица, в търсене на прохлада. Задъхват се от жегата и клюновете им са непрекъснато отворени.

## Размножаване
Строежът на гнездата започва в края на март. Самото гнездо е скрито на завет сред тревата, под някои храст или между скалите. Представлява плитка ямка, постлана с тревни стъбла, перца и дребни камъчета. Тъй като гнездата са построени на открито на земята, като допълнителна защита в еволюцията на вида се е оформило и специалното оцветяване на яйцата им. Пълното люпило се състои от 2 – 3 яйца, от тъмнокафяви до синкавозелени, изпъстрени с много, тъмни на цвят и с различни по големина петна. На фона на скалите или пръста, това оцветяване ги прави невидими за хищниците. Когато наближи време да се излюпят, по черупката на яйцата се оформя мрежа от грапавини, които скоро се превръщат в пукнатини. Малкото има върху клюна си една подутина, наречена яйчен зъб. С негова помощ то пробива отвор в черупката, който постепенно разширява. Освобождаването от яйцето не е лесна работа. То продължава няколко часа и коства много усилия на малкото. Затова вече извън черупката на него му трябва известно време да си възвърне силите. През това време пухът, с който е покрит, изсъхва и то вече не изглежда толкова безпомощно. Малките на сребристата чайка са така наречените гнездобегълци. Това означава, че няколко часа след като се излюпят и изсъхнат, те вече могат да ходят и да напускат гнездото. Окраската им много прилича на тази на яйцата и отлично ги скрива от погледа на евентуални хищници. Все пак първият ден те го прекарват в гнездото, а възрастните птици идват по няколко пъти на ден да ги нахранят. Едната птица стои в гнездото и ги топли, докато партньорът ѝ търси храна.

## Допълнителни сведения
Макар че сме свикнали да ги виждаме през цялата година около нас, средиземноморските жълтокраки чайки също мигрират както лястовиците, щъркелите и другите прелетни птици. Разбира се техните прелети са много по-скромни. Първоначално те скитат само между местата, където се хранят и където почиват. Въпреки че те най-често са разположени само на няколко километра едно от друго, чайките всеки ден прелитат в групи от по десет – петнадесет птици, строени в неправилни триъгълници.